# ارباب‌نشین صیدا
ارباب‌نشین صیدا (انگلیسی: Lordship of Sidon) (بعدها کنت‌نشین صیدا)، یکی از تیول‌ها و واسال‌های پادشاهی اورشلیم و یکی از دولت‌های صلیبی تشکیل شده در اراضی مقدس بود. با این حال این واسل در قیاس با بقیه دولت‌های صلیبی، کوچک‌تر بود و در جایگاهی قلمروهایی همچون تورون و بیروت قرار داشت.
صیدا در دسامبر ۱۱۱۰ تسخیر شد و اوستاس یکم گرنیر به‌عنوان لرد این ارباب‌نشین که قلمروی آن خطوط ساحلی میان بیروت و صور بود، انتخاب شد. این شهر توسط صلاح‌الدین ایوبی در سال ۱۱۸۷ فتح شد اما در جریان جنگ صلیبی ۱۱۹۷ توسط صلیبیون بازپس گرفته شد. در نهایت ژولیان اوستاس این قلمرو را پس از حملات مغولان به شوالیه‌های معبد فروخت. یکی از وسال‌های این ارباب‌نشین، ارباب‌نشین شف بود.

## اربابان صیدا
- اوستاس یکم گرنیر (۱۱۱۰-۱۱۲۳)
- جرارد گرنیر (۱۱۲۳-۱۱۷۱)
- فتح توسط صلاح‌الدین ایوبی، ۱۱۸۷-۱۱۹۷
- رینالد گرنیر (بازپس‌گیری، ۱۱۹۷-۱۲۰۲)
- بالیان گرنیر (۱۲۰۲-۱۲۳۹)
- ژولیان گرنیر (۱۲۳۹-۱۲۶۰)
- فروختن و واگذاری آن به شوالیه‌های معبد (۱۲۶۰)
- ژولیان گرنیر (افتخاری، ۱۲۶۰-۱۲۷۵)
- بالیان دوم گرنیر (افتخاری، ۱۲۷۵-۱۲۷۷)

### ارباب‌نشین شف
شف یکی از واسال‌ها و ارباب‌نشین دست‌نشانده صیدا بود که در حدود سال ۱۲۷۰ تشکیل شد و مرکز آن قلعه نیحا (Fortress of Niha) بود. ژولیان گرنیر این واسال را در سال ۱۲۵۶ به شوالیه‌های تتونیک فروخت.
- آندره شف (قرن ۱۳)
- جان شف (قرن ۱۳)
- ژولیان صیدا (میانه قرن ۱۳)